# Piero Poli
Piero Poli (n. 9 octombrie 1960, Cairo Montenotte, Liguria, Italia) este un medic ce a reprezentat Italia, medaliat olimpic. A participat la 2 ediții ale Jocurilor Olimpice (1984, 1988) în care a câștigat 1 medalie de aur.